# Winston Garland
Pour les articles homonymes, voir Garland.
Winston Kinnard Garland, né le 19 décembre 1964 à Gary dans l'Indiana, est un ancien joueur américain de basket-ball ayant notamment évolué en NBA au poste de meneur.

## Biographie
Après avoir passé sa carrière universitaire dans l'équipe des Bears de Missouri State, il a été drafté en 40e position par les Bucks de Milwaukee lors de la Draft 1987 de la NBA.
Il est le père du joueur NBA Darius Garland.